# Marcelo Fernández Benítez
Marcelo Fabián Fernández Benítez (Itá, Paraguay; 25 de octubre de 2001) es un futbolista paraguayo que juega como delantero del Club Libertad en la Primera División de Paraguay.

## Trayectoria
Nacido en la ciudad de Itá en el departamento Central, Fernández pasó por las filas del Club Libertad de la capital Asunción. Hizo su debut el 15 de agosto de 2021 en la Primera División de Paraguay, comenzando en un empate en casa 3-3 contra el club 12 de Octubre de Santo Domingo.
A principios de 2022, Fernández fue cedido al también equipo de primera categoría Tacuary. El 11 de marzo marcó su primer gol en la victoria por 2-0 ante el Sportivo Ameliano, para darle a su club su primera victoria de la temporada en la sexta jornada; terminó su etapa con 37 partidos y 6 goles.
Fernández ayudó a Libertad a ganar la Copa Paraguay en el 2023. Marcó su primer gol para ellos en la victoria por 3-0 en la tercera ronda contra Sol de América, seguido por el ganador 2-1 contra San Lorenzo en los octavos de final,  y abriendo un 3-0 de victoria en casa ante el Deportivo Santaní en cuartos de final. En la final del 2 de diciembre entró como suplente y su equipo ganó en los penaltis al Sportivo Trinidense.
El 18 de febrero de 2024, Fernández marcó su primer gol liguero con Libertad, saliendo desde el banquillo en la victoria por 2-1 contra Sol de América. En abril del mismo año fue descartado por un mes por apendicitis.

## Selección nacional

### Sub-23
Fernández fue convocado a la selección sub-23 de Paraguay para el Torneo Preolímpico 2024 en Venezuela. En los dos primeros partidos, marcó en la victoria por 4-3 sobre Uruguay, y el único gol contra Perú, cuando su equipo se clasificó, equipo que finalmente salió campeón en dicho torneo.
Fernández fue elegido para la cita olímpica de fútbol de París 2024. En el segundo partido del grupo, marcó dos goles en la victoria por 4-2 sobre Israel, seguido del único gol contra Mali cuando su equipo llegó a los cuartos de final.

## Palmarés

### Títulos nacionales
| Título           | Club     | País     | Año    |
| ---------------- | -------- | -------- | ------ |
| Primera División | Libertad | Paraguay | 2021-A |
| Primera División | Libertad | Paraguay | 2023-A |
| Primera División | Libertad | Paraguay | 2023-C |
| Copa Paraguay    | Libertad | Paraguay | 2023   |
| Primera División | Libertad | Paraguay | 2024-A |
| Copa Paraguay    | Libertad | Paraguay | 2024   |

### Títulos internacionales
| Título                   | Club (*)        | Sede      | Año  |
| ------------------------ | --------------- | --------- | ---- |
| Preolímpico Sudamericano | Paraguay Sub-23 | Venezuela | 2024 |

(*) Incluyendo la selección.